# Maidières
Maidières – miejscowość i gmina we Francji, w regionie Grand Est, w departamencie Meurthe i Mozela.
Według danych na rok 1990 gminę zamieszkiwały 1353 osoby, a gęstość zaludnienia wynosiła 748 osób/km² (wśród 2335 gmin Lotaryngii Maidières plasuje się na 294. miejscu pod względem liczby ludności, natomiast pod względem powierzchni na miejscu 1234.).

## Populacja

Populacja Maidières w latach 1962–2008